# Крыжики (Брестская область)
Кры́жики (бел. Крыжыкі) — деревня в Барановичском районе Брестской области Белоруссии. Входит в состав Великолукского сельсовета. Население — 0 человек (2023).
Согласно топонимическому словарю, в основе именования деревни лежит существительное «крыжи» — кресты.

## География
Площадь деревни — 0,1565 квадратных километра. Высота над уровнем моря — 179 метров. Расположена в 2,5 км к юго-востоку от Барановичей, в 1 км к юго-западу от центра сельсовета, агрогородка Русино. К югу от деревни находится садоводческое товарищество «Пралеска». Глубина водоносного горизонта — 41 метр.

## История
В середине XIX века — населённый пункт Новогрудского уезда Минской губернии. В 1909 году на месте нынешней деревни — урочище Крижи Ястрембельской волости Новогрудского уезда. После Рижского мирного договора 1921 года — в составе гмины Ястрембель Барановичского повета Новогрудского воеводства Польши. В 1939 году деревня вошла в состав БССР. В период Великой Отечественной войны с конца июня 1941 года до начала июля 1944 года находилась под немецкой оккупацией.
С 12 октября 1940 года — в Великолукском сельсовете Новомышского района Барановичской области. 8 января 1954 года вошла в состав Брестской области, с 8 апреля 1957 года — в Барановичском районе. До 22 марта 1962 года деревня входила в состав Лавриновичского сельсовета.

## Население
По состоянию на 1 января 2023 года в деревне проживало 0 человек в 0 хозяйствах, в том числе 0 моложе трудоспособного возраста, 0 — в трудоспособном возрасте и 0 — старше трудоспособного возраста. 
| Численность населения (по переписи) | Численность населения (по переписи) | Численность населения (по переписи) | Численность населения (по переписи) | Численность населения (по переписи) |
| 1921                                | 1959                                | 1999                                | 2009                                | 2019                                |
| ----------------------------------- | ----------------------------------- | ----------------------------------- | ----------------------------------- | ----------------------------------- |
| 25                                  | ↗82                                 | ↘8                                  | ↘5                                  | ↘0                                  |